# 秋葉原 (企業)
株式会社秋葉原（あきはばら）は、かつて秋葉原駅の駅ビルであるアキハバラデパートを運営していた、泰道グループ → JR東日本グループの会社。

## 沿革
- 1950年（昭和25年）12月 - 株式会社秋葉原会館として設立。
- 1960年（昭和35年）9月 - 株式会社秋葉原デパート（旧秋葉原デパート）へ商号を変更。
- 1969年（昭和44年）7月1日 - 株式会社秋葉原デパートが旧秋葉原デパートを合併。
- 1975年（昭和50年）8月 - 株式会社秋葉原へ商号を変更。
- 2002年（平成14年）2月 - 東日本旅客鉄道株式会社（JR東日本）が、泰道リビング株式会社から株式を譲り受け議決権の過半を有する筆頭株主となる。それに伴いみどり会のメンバーから脱退。
- 2005年（平成17年）4月1日 - 東京圏駅ビル開発株式会社（現：株式会社アトレ）に合併され解散。